# Joyce Culpeper
Joyce Culpeper 1480 körül született, Sir Richard Culpeper és második felesége, Isabel Worsley első gyermekeként. Egy öccse (Tamás) és két húga (Margit és Erzsébet) született még. Joyce és Margit egyenlő arányban lettek megnevezve fivérük mellett mint apjuk majdani örökösei. Erzsébet létezése még bizonytalan, de állítólag pont Joyce legidősebb fiához, Sir John Leigh-hez ment hozzá.
1484-ben meghalt Joyce apja, özvegye pedig újból férjhez ment. Joyce mostohaapja Sir John Leigh lett, aki révén Joyce-nak született két féltestvére, egy fiú és egy lány. 1492 körül Joyce férjhez ment Sir Ralph Leigh-hez, mostohaapja öccséhez. 1505-1506-ban Ralph volt a Belső Templom kincstárnoka. 1509-ben hunyt el. Frigyükből két fiú és három leány származott:
- János (1502-1564), akit 1553. október 2-án, egy nappal megkoronázása után ütött lovaggá I. Mária angol királynő. Feleségét Elizabethnek hívták, ám vezetékneve nem ismert. Egy lányuk született, Ágnes. János fiatalkorában Wolsey bíboros udvartartásához tartozott. Mivel Jánosnak nem volt fia, így elsőszámú örököse bátyja, Ralph fia, John lett.
- Ralph (?-1563 előtt), aki egy angol nemes lányát, Margaret Ireland-et vette el, akitől egy fia és egy lánya született, János és Franciska.
- Izabella (?-1573. február 16.), aki először Sir Edward Bayntonhoz ment hozzá, akitől két fia és egy lánya született, második hitvese pedig Sir James Stumpe lett. Harmadszorra is oltár elé állt, egy újabb nemes, Thomas Stafford oldalán.
- Joyce (?-?), ő az arisztokrata John Stanney neje volt.
- Margit (?-?), ő egy Rice vezetéknevű férfi felesége lett.

Joyce férje 1509. november 6-án elhunyt, az özvegy asszony pedig ismét férjhez ment, ezúttal a nála két évvel idősebb Lord Edmund Howard felesége lett. 22 évig voltak házasok, s három fiú-és három leánygyermekük született:
- Henrik
- Károly
- György (1519 körül - 1580)
- Margit (?-1571. október 10.), aki Sir Thomas Arundell hitvese volt, kitől két fia született, Máté és Károly, s két leánya, Dorottya és Johanna.
- Katalin (1523 körül-1542. február 13.), aki 17 évesen lett VIII. Henrik angol király ötödik felesége. Katalin házasságtörést követett el, s a király ezért fejét vétette.
- Mária, aki Edmund Trafford felesége lett.

Joyce 1531-ben, körülbelül 50-51 éves korában halt meg.